# Asclepias nummularioides
Asclepias nummularioides là một loài thực vật có hoa trong họ La bố ma. Loài này được W.D.Stevens mô tả khoa học đầu tiên năm 1983.